# Dia internacional de la llengua xinesa
El dia internacional de la llengua xinesa se celebra anualment el 20 d'abril. L'esdeveniment va ser establert pel Departament d'Informació Pública de les Nacions Unides l'any 2010, amb l'objectiu de «celebrar el multilingüisme i la diversitat cultural, així com promoure l'ús igualitari de les sis llengües de treball oficials a tota l'organització». El 20 d'abril va ser escollit com a data «per retre homenatge a Cangjie, una figura mítica que se suposa que va inventar els caràcters xinesos fa uns 5.000 anys».
El primer Dia de la Llengua Xinesa es va celebrar el 12 de novembre de 2010, però des de 2011 la data fixada és la del 20 d'abril, corresponent aproximadament a Guyu al calendari xinès. Els xinesos celebren Guyu (que acostuma a començar al voltant del 20 d'abril) en honor a Cangjie. Una llegenda explica que quan Cangjie va inventar els caràcters xinesos, les divinitats i els fantasmes ploraven i plovia mill; la paraula Guyu significa literalment «pluja de mill».

## Esdeveniments anuals

### 2021
El tema escollit específicament per a destacar la festivitat durant el 2021 foren els pictogrames. La seu de l'ONU a Nova York organitzà una sèrie de tres esdeveniments a través del Club de lectura en xinès de l'UNSRC. En aquests els temes foren els pictogrames, vinculant-los a les tres tipologies principals: els símbols inscrits en les cultures dels jaciments vinculats a Liangzhu, l'escriptura Dongba i l'escriptura d'ossos oraculars. Aquestes manifestacions estan, al seu torn, vinculades a tres jacimients que consten al resgistre del Patrimoni Mundial de la UNESCO. Es tracta de les ruïnes arqueològiques de la ciutat de Liangzhu, el nucli antic de Lijiang i el de Yinxu. Els tres esdeveniments consistiren en una visita guiada al Museu Liangzhu, una classe magistral sobre l'escriptura Dongba i una conferència sobre l'origen i l'evolució dels caràcters xinesos (l'escriptura dels ossos oraculars i Liushu, o construcció de caràcters en xinès amb base pictogràfica). Els tres esdeveniments també es van emmarcar en un més amplis: les quatre grans civilitzacions antigues, el multilingüisme i els sistemes d'escriptura prístina. Els tres esdeveniments es van dur a terme a través de Zoom del 19 al 21 d'abril de 2021. El representant permanent de la Xina davant les Nacions Unides, l'ambaixador Zhang Jun, va pronunciar un discurs en el primer acte.